# South Bay (Livingston-Insel)
Die South Bay (englisch für Südbucht, spanisch Bahía Sur) ist eine Bucht an der Südküste der Livingston-Insel im Archipel der Südlichen Shetlandinseln. Sie liegt nordwestlich der False Bay, von der sie durch die Hurd-Halbinsel getrennt ist.
Der Name der Bucht ist mindestens seit 1820 durch US-amerikanische und britische Robbenjäger bekannt und seither etabliert.